# بوزنبرگ
بوزنبرگ (به آلمانی: Busenberg) یک شهر در آلمان است که در زودوستپفالتس واقع شده‌است. بوزنبرگ ۱٬۴۰۰ نفر جمعیت دارد.

## جستارهای وابسته

بوزنبرگ - Busenberg
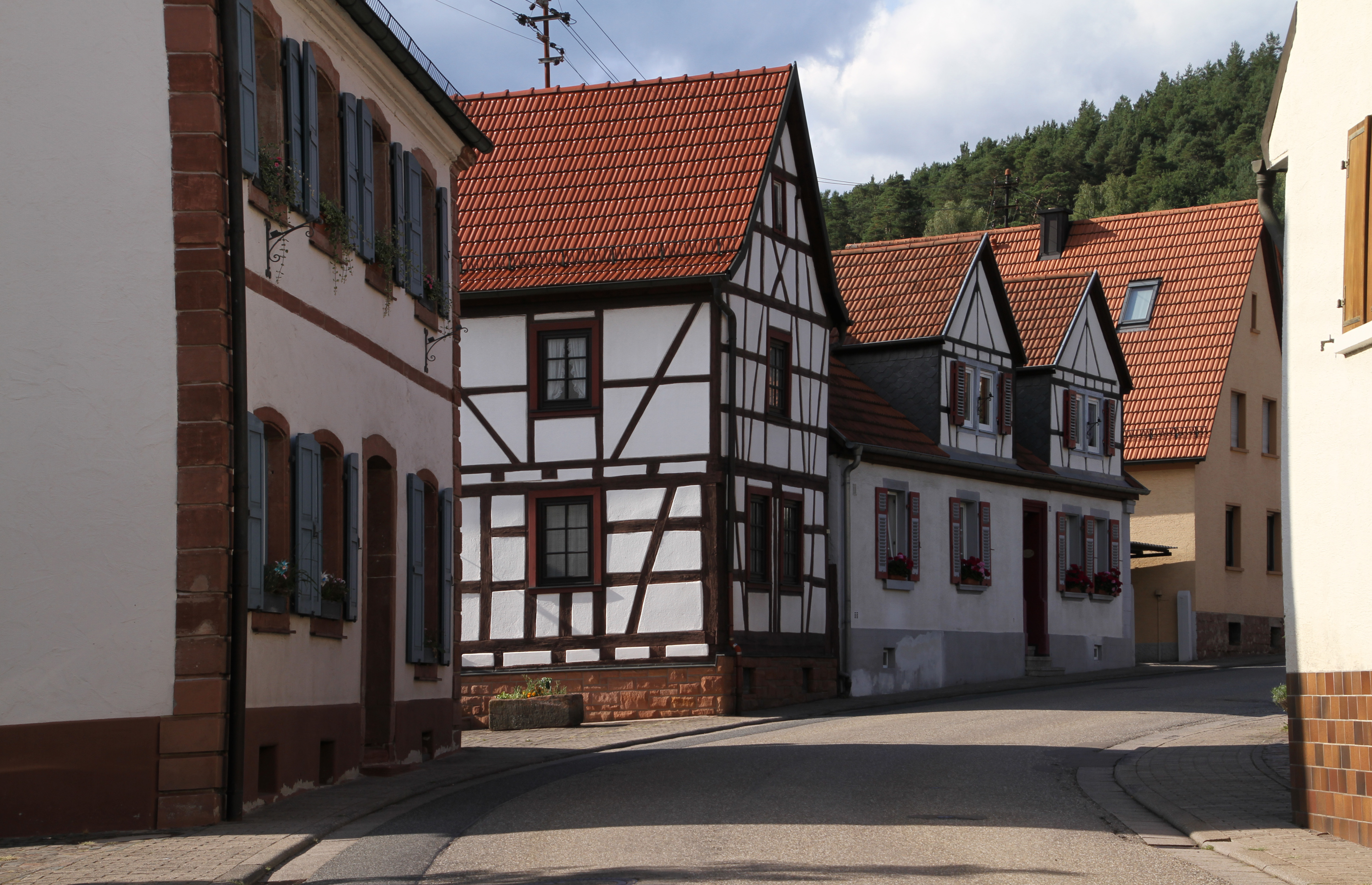
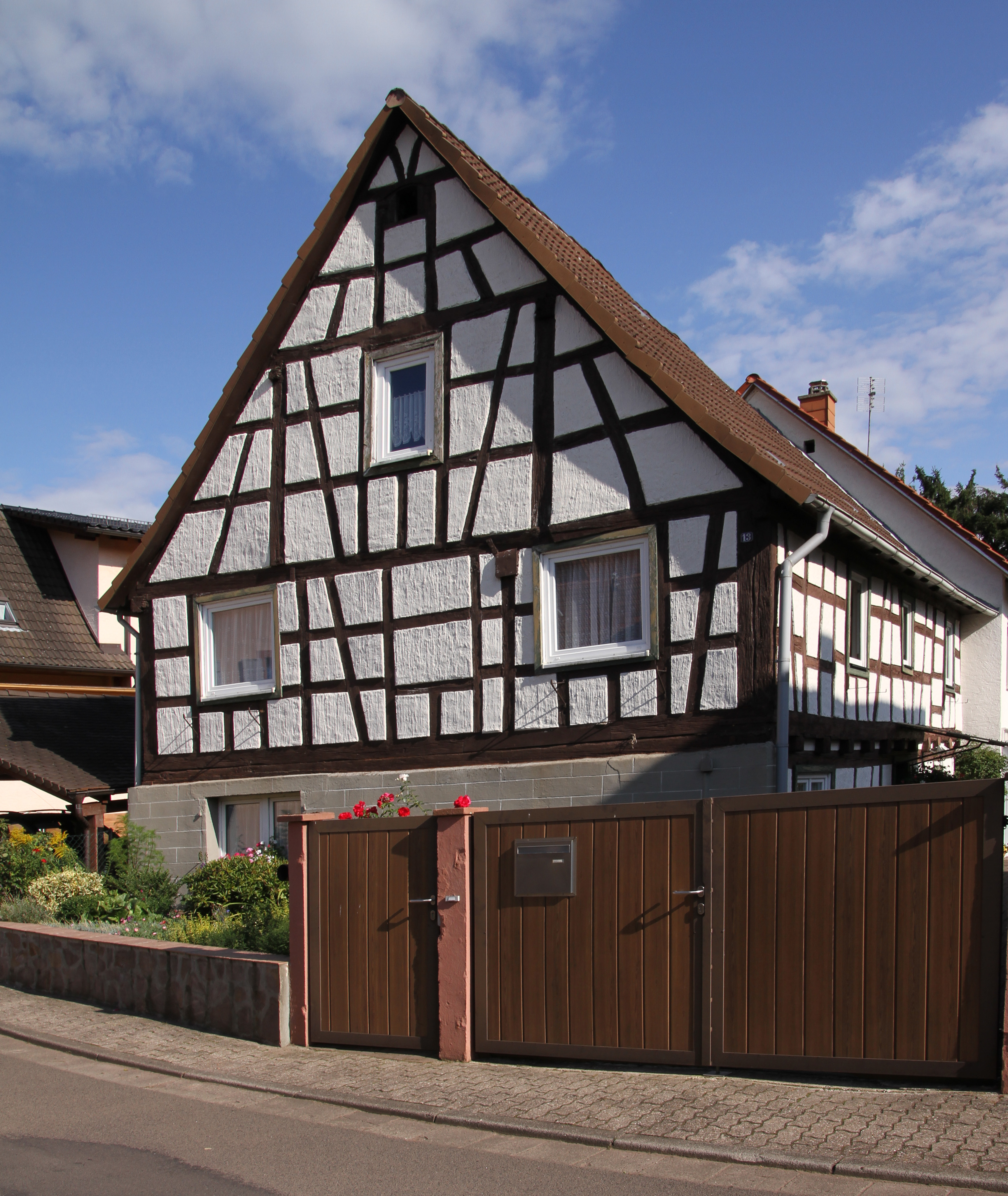
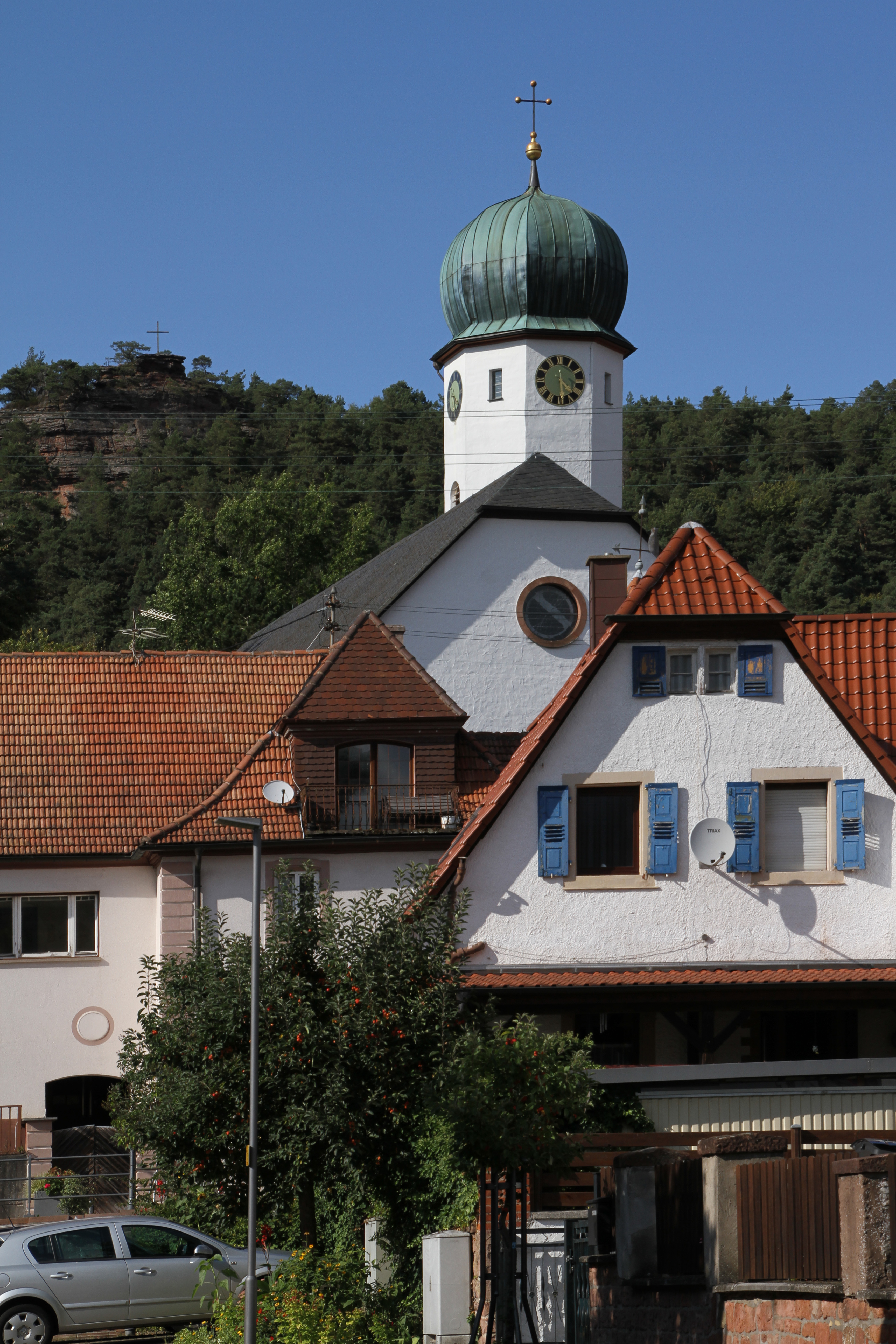
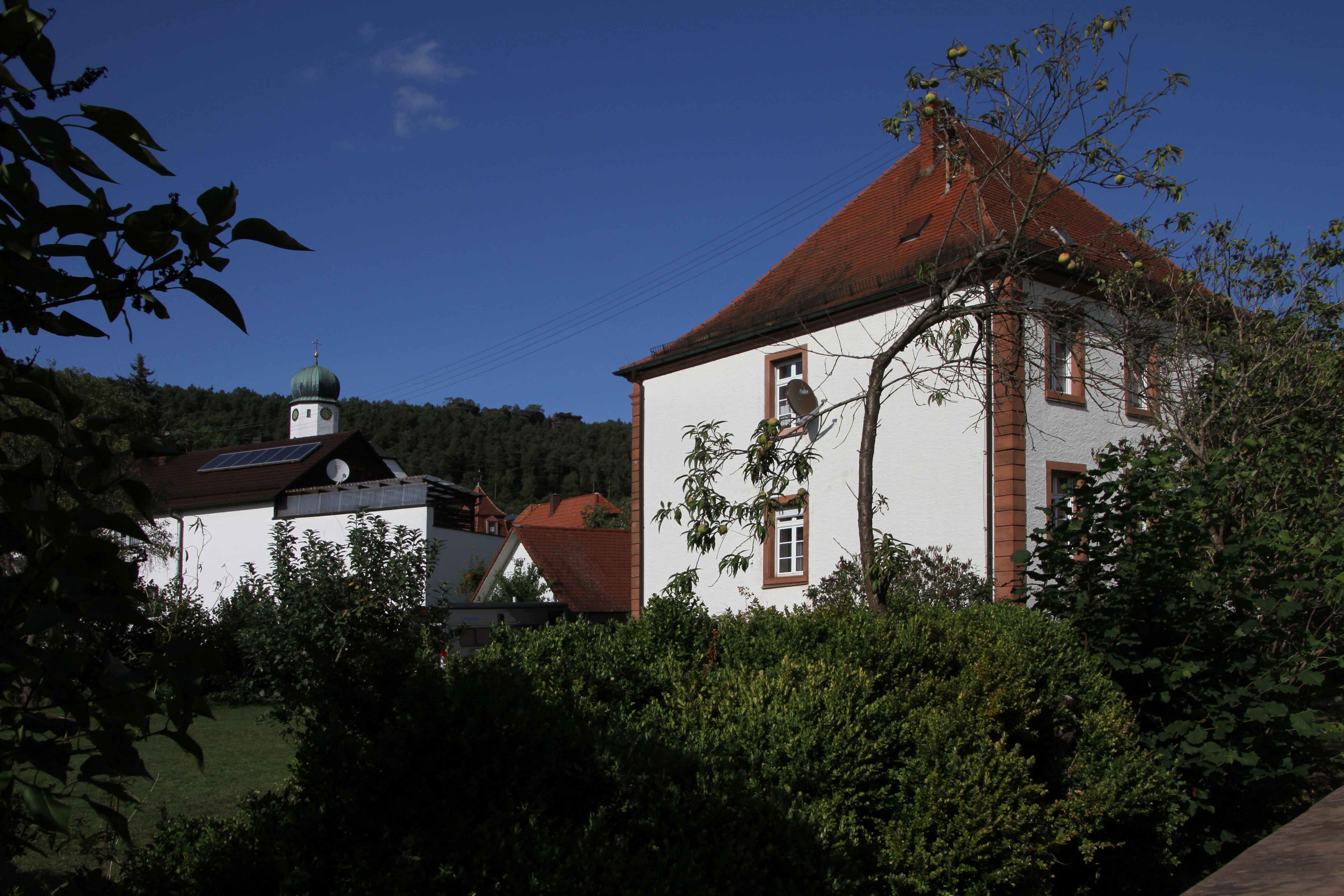
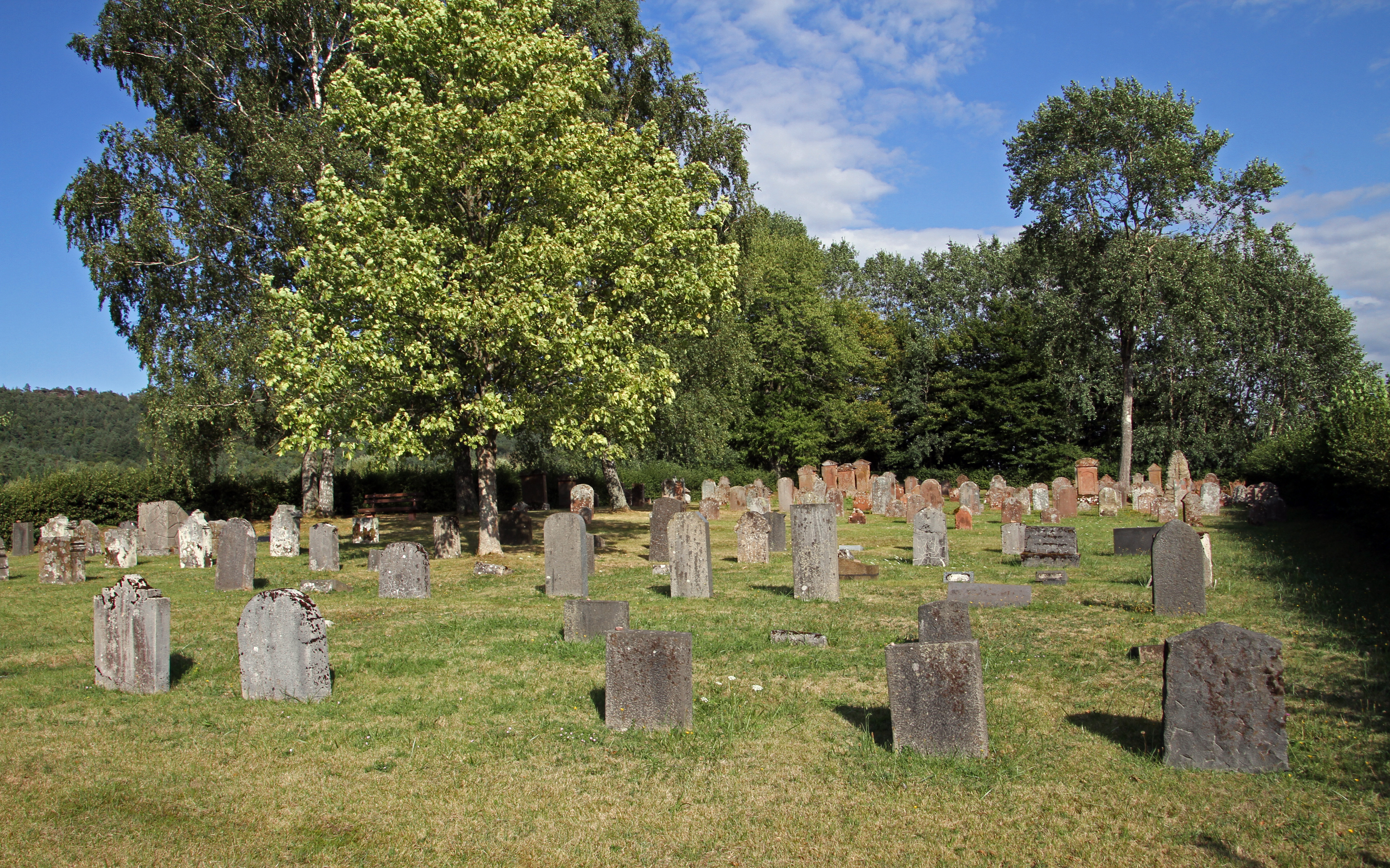
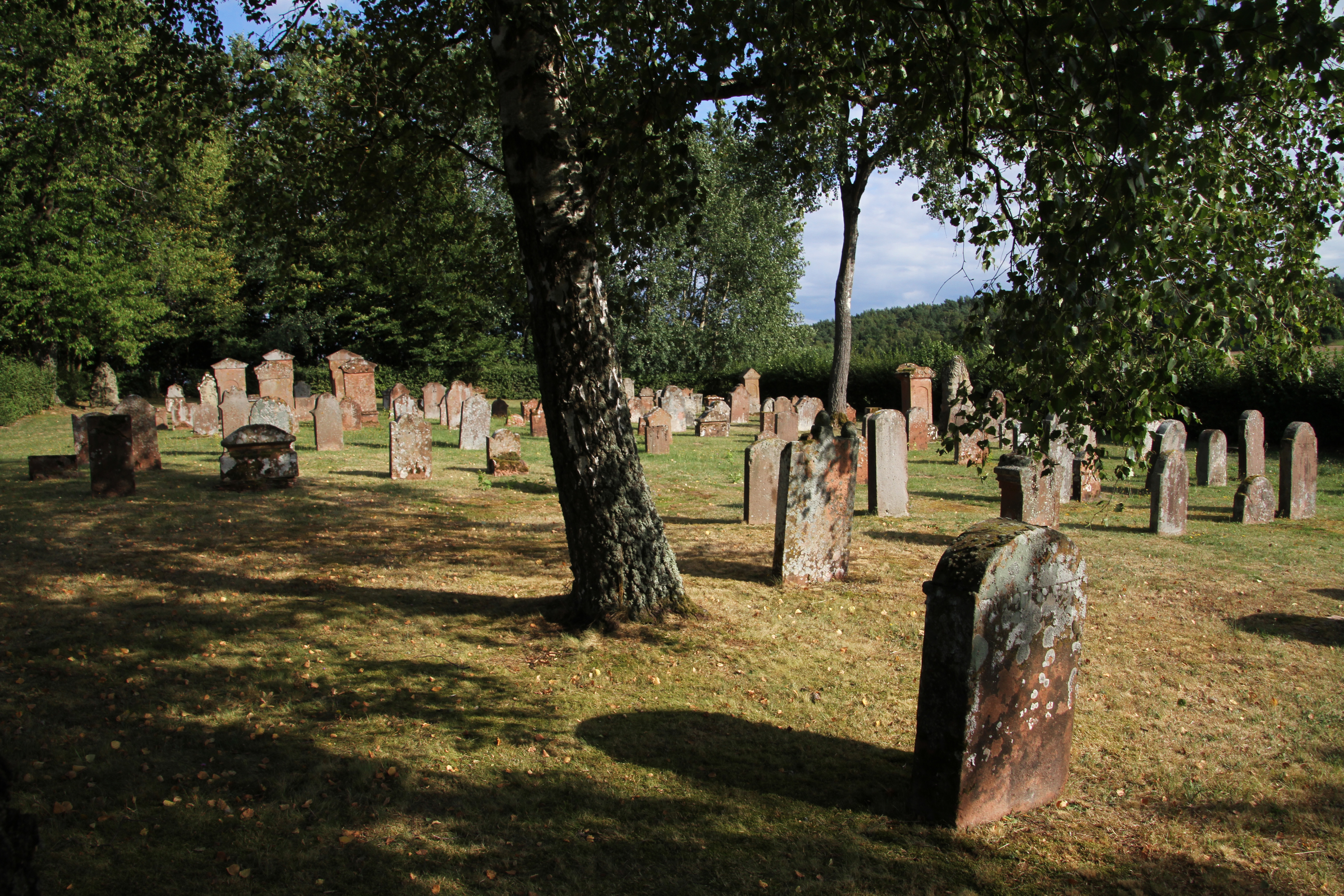
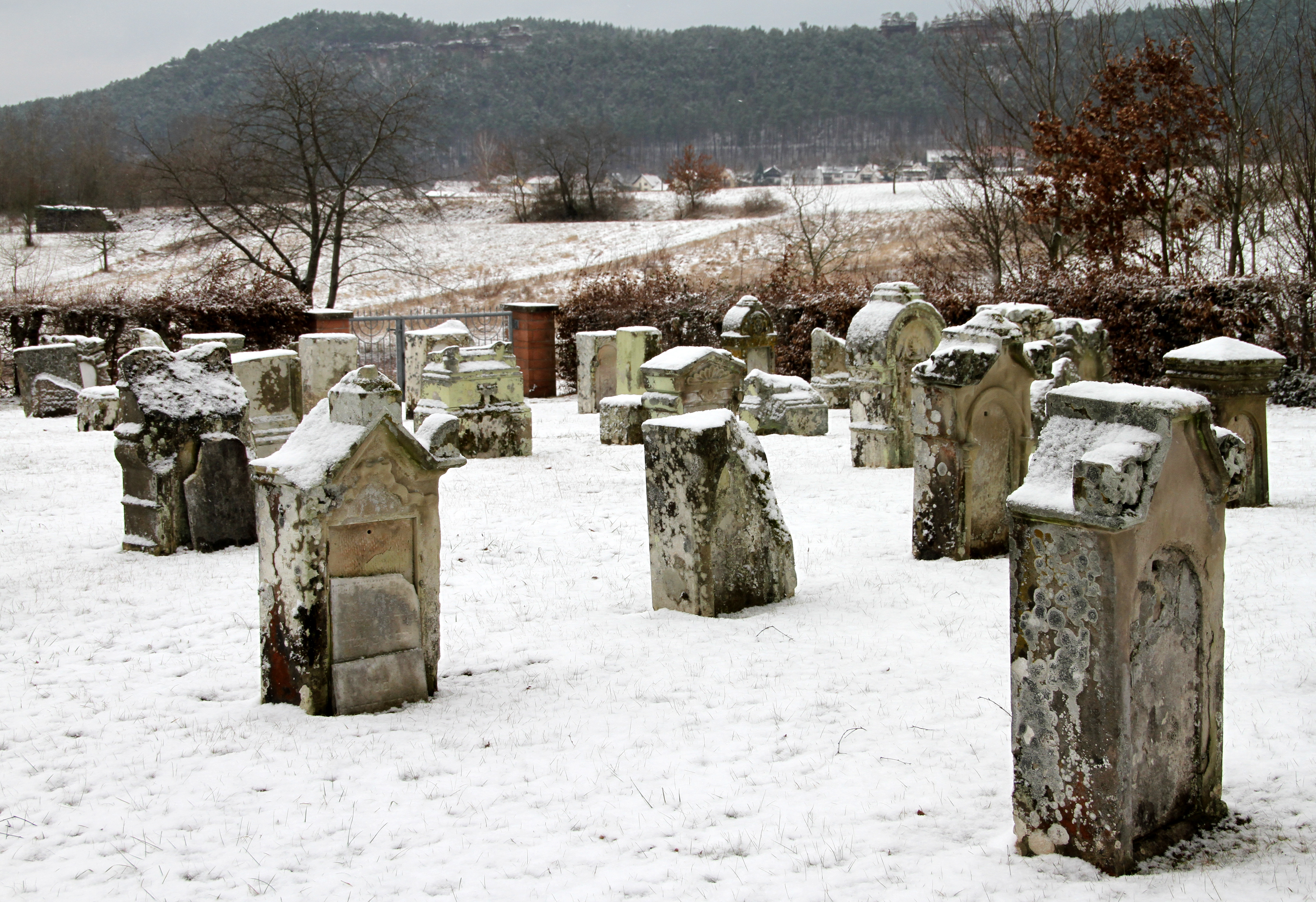